# Unicodeblock Kleine Kana, erweitert
Der Unicodeblock Kleine Kana, erweitert (engl. Small Kana Extension, U+1B130 bis U+1B16F) enthält weitere kleine Varianten von Hiragana- und Katakana-Zeichen, die in den entsprechenden Blöcken keinen Platz mehr fanden.

## Liste
Alle Zeichen haben die allgemeine Kategorie „Anderer Buchstabe“ und die bidirektionale Klasse „von links nach rechts“.
| Unicodenummer    | Zeichen (400 %) | Offizielle Bezeichnung   | Beschreibung                |
| ---------------- | --------------- | ------------------------ | --------------------------- |
| U+1B132 (110898) | 𛄲              | HIRAGANA LETTER SMALL KO | Hiragana-Zeichen kleines Ko |
| U+1B150 (110928) | 𛅐              | HIRAGANA LETTER SMALL WI | Hiragana-Zeichen kleines Wi |
| U+1B151 (110929) | 𛅑              | HIRAGANA LETTER SMALL WE | Hiragana-Zeichen kleines We |
| U+1B152 (110930) | 𛅒              | HIRAGANA LETTER SMALL WO | Hiragana-Zeichen kleines Wo |
| U+1B155 (110933) | 𛅕              | KATAKANA LETTER SMALL KO | Katakana-Zeichen kleines Ko |
| U+1B164 (110948) | 𛅤              | KATAKANA LETTER SMALL WI | Katakana-Zeichen kleines Wi |
| U+1B165 (110949) | 𛅥              | KATAKANA LETTER SMALL WE | Katakana-Zeichen kleines We |
| U+1B166 (110950) | 𛅦              | KATAKANA LETTER SMALL WO | Katakana-Zeichen kleines Wo |
| U+1B167 (110951) | 𛅧              | KATAKANA LETTER SMALL N  | Katakana-Zeichen kleines N  |